# Bernard Koenen

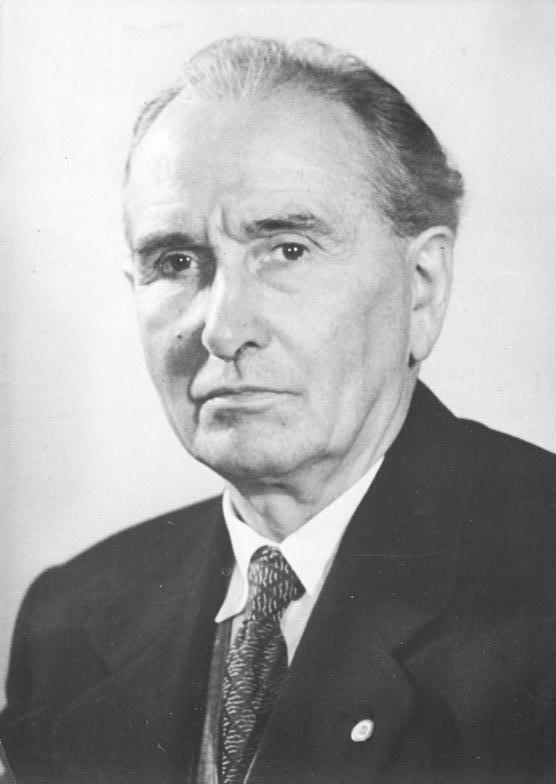
Bernard Koenen (1961)

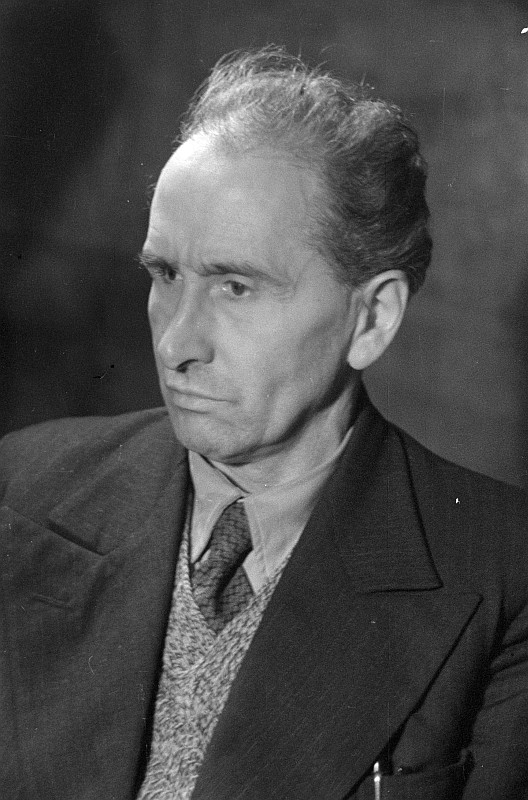
Bernard Koenen (1946)

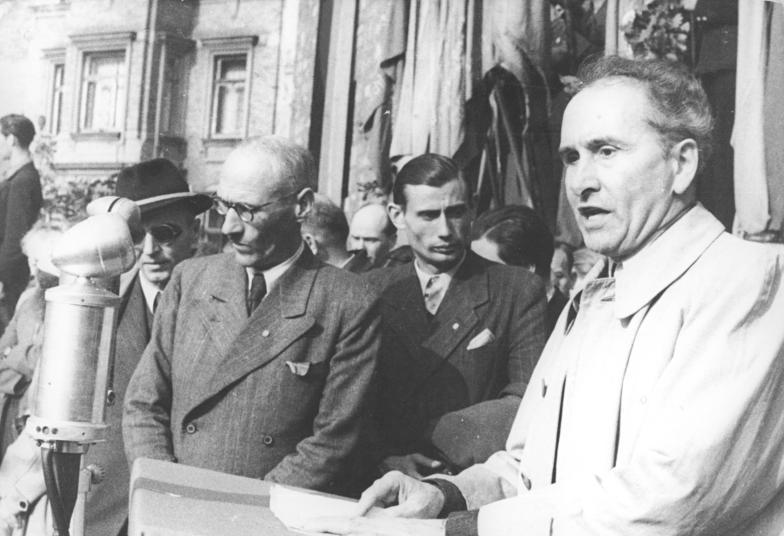
Bernard Koenen (1949)

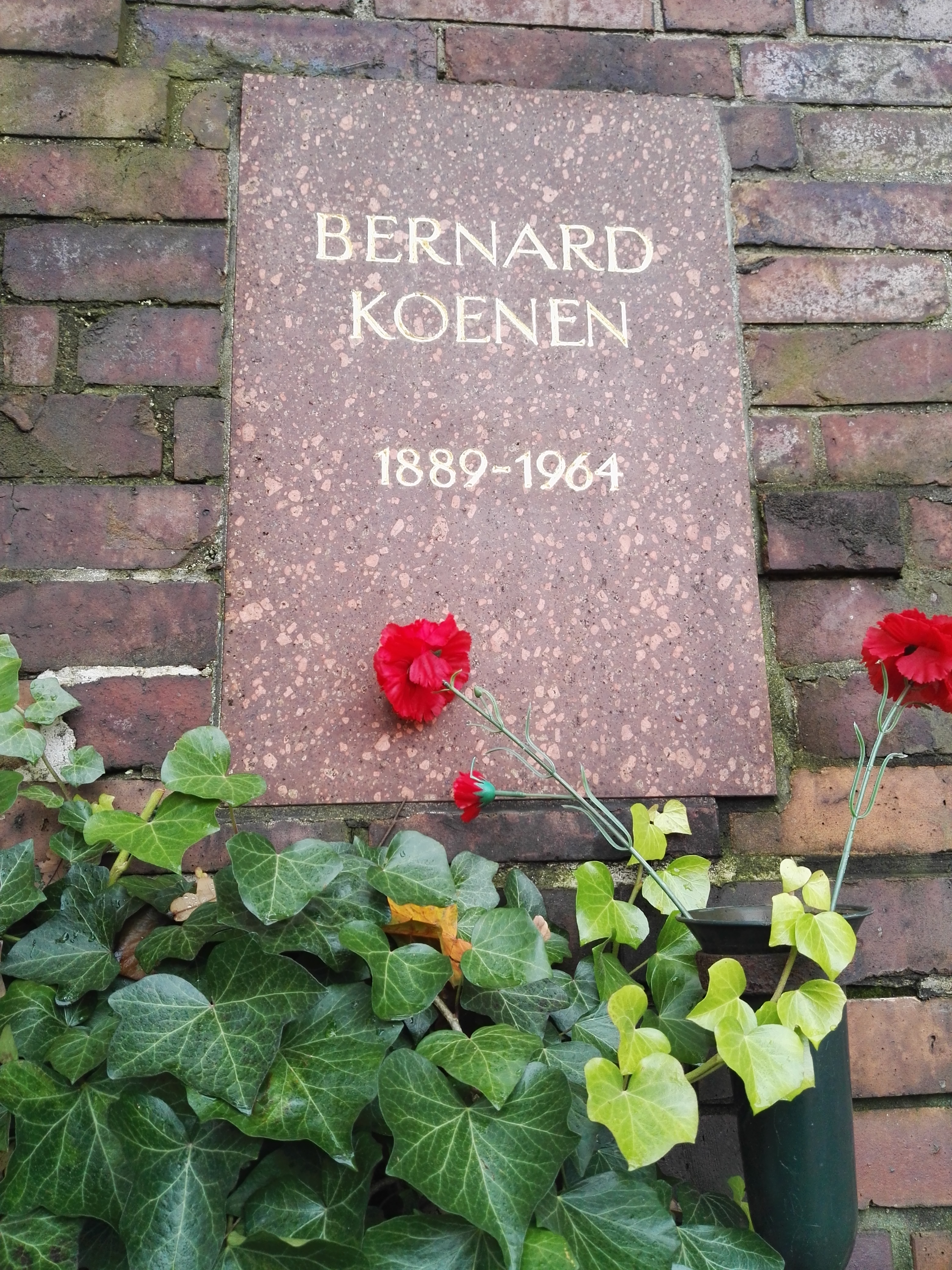
Grabstätte

Bernard Johann Heinrich Koenen (* 17. Februar 1889 in Hamburg; † 30. April 1964 in Berlin) war ein deutscher Politiker.

## Leben
Der Sohn eines der sozialistischen Bewegung angehörenden Tischlers und einer Köchin erlernte den Beruf des Maschinenschlossers und Drehers. 1906 schloss er sich dem Deutschen Metallarbeiter-Verband (DMV) an, wurde 1907 Mitglied der SPD und trat 1917 zur USPD, 1920 zur KPD über. Während der Novemberrevolution war er stellvertretender Vorsitzender des Arbeiterrates der Leuna-Werke. Seit 1920 war er Mitglied der KPD-Bezirksleitung Halle-Merseburg, und ab 1923 der KPD-Zentrale. Von 1922 bis 1933 war Koenen Mitglied des Provinziallandtages der Provinz Sachsen. Koenen gehörte ab Mitte der 1920er Jahre der parteiinternen Strömung der Versöhnler an und wurde aus diesem Grund 1929 von der Parteiführung um Ernst Thälmann von seinen Funktionen teilweise entbunden.
Am Eisleber Blutsonntag, dem 12. Februar 1933, wurde Koenen in Eisleben von der SA zusammengeschlagen und schwer verletzt, wobei er ein Auge verlor. Die nächsten Monate wurde er – da steckbrieflich gesucht – von einem mit der KPD sympathisierenden Arzt in dessen Privatklinik versteckt, bevor er im Juli des Jahres in die Emigration in die UdSSR ging. Hier war er zunächst Organisationssekretär der Internationalen Rote Hilfe (IRH), 1937 geriet er in den Großen Terror, wurde bis 1939 gefangen gehalten. Ihm drohte die Todesstrafe und Wilhelm Pieck setzte sich persönlich bei Berija für Koenen ein, was in die Freilassung Koenens mündete. 1940 wurde er von der KPD wieder mit Aufgaben betraut. Von 1941 bis 1943 erhielt er Arbeit beim „Deutschen Volkssender“, 1943 wurde Koenen Mitarbeiter im NKFD, und beim Radiosender „Freies Deutschland“, im selben Jahre wurde er Mitglied des ZK der KPD.
Koenen war 1946 Mitbegründer der SED, von 1946 bis 1964 Mitglied im Parteivorstand bzw. Zentralkomitee der SED und von 1949 bis zu seinem Tode Abgeordneter der Volkskammer. Außerdem war er von 1946 bis 1952 Mitglied des Landtages und Fraktionsvorsitzender der SED in Sachsen-Anhalt und Vorsitzender der SED-Landesleitung Sachsen-Anhalt. Nach Bildung der Bezirke bekleidete er 1952/53 und von 1958 bis 1963 den Posten des Ersten Sekretärs der SED-Bezirksleitung Halle.
Zwischen 1953 und 1958 wirkte Koenen als Botschafter der DDR in der Tschechoslowakei. Von 1960 bis 1964 war er Mitglied des Staatsrates der DDR.
Zusätzlich zu seinen politischen Ämtern war Koenen als Journalist und Lehrer tätig. Er war verheiratet mit Frieda Koenen, geb. Bockentien (* 18. April 1890; † 17. November 1968) und der Bruder von Wilhelm Koenen. Wie dieser wurde er in der Gedenkstätte der Sozialisten auf dem Zentralfriedhof Friedrichsfelde in Berlin-Lichtenberg beigesetzt. Die Urnen ihrer Ehefrauen sind in der benachbarten Gräberanlage Pergolenweg bestattet.
Bernard Koenen und seine Frau Frieda waren die Eltern ihrer Söhne Viktor und Alfred, die beide in der Roten Armee gegen Hitlerdeutschland kämpften. Während der ältere Viktor bei einem Aufklärungsflug über Polen abgeschossen wurde, überlebte sein Bruder Alfred den Krieg und wurde in der DDR Offizier der NVA und Diplomat.

## Ehrungen
Die Deutsche Post der DDR gab 1979 anlässlich des 90. Geburtstages von Bernard Koenen eine Sondermarke in der Serie Persönlichkeiten der deutschen Arbeiterbewegung heraus.
Zwei Schächte des Mansfeld-Kombinats wurden nach ihm benannt.